# Kathedrale von Sens

Kathedrale Saint-Étienne in Sens

Die Kathedrale Saint-Étienne (St.-Stephans-Kathedrale) in Sens im Département Yonne (Region Bourgogne-Franche-Comté) ist die Bischofskirche des römisch-katholischen Erzbistums Sens. Sie wurde ab 1130/1133 errichtet und gehört zu den frühesten gotischen Kathedrale. Sens lag im Südosten des französischen Kronlandes, und zum Erzbistum Sens gehörte (bis 1622) unter anderem das Bistum Paris. 1141 wurde in Sens ein Konzil abgehalten. Etwa gleichzeitig entstand der Chor der 130 Kilometer nordwestlich gelegenen Abteikirche Saint-Denis (geweiht 1144).

## Baugeschichte

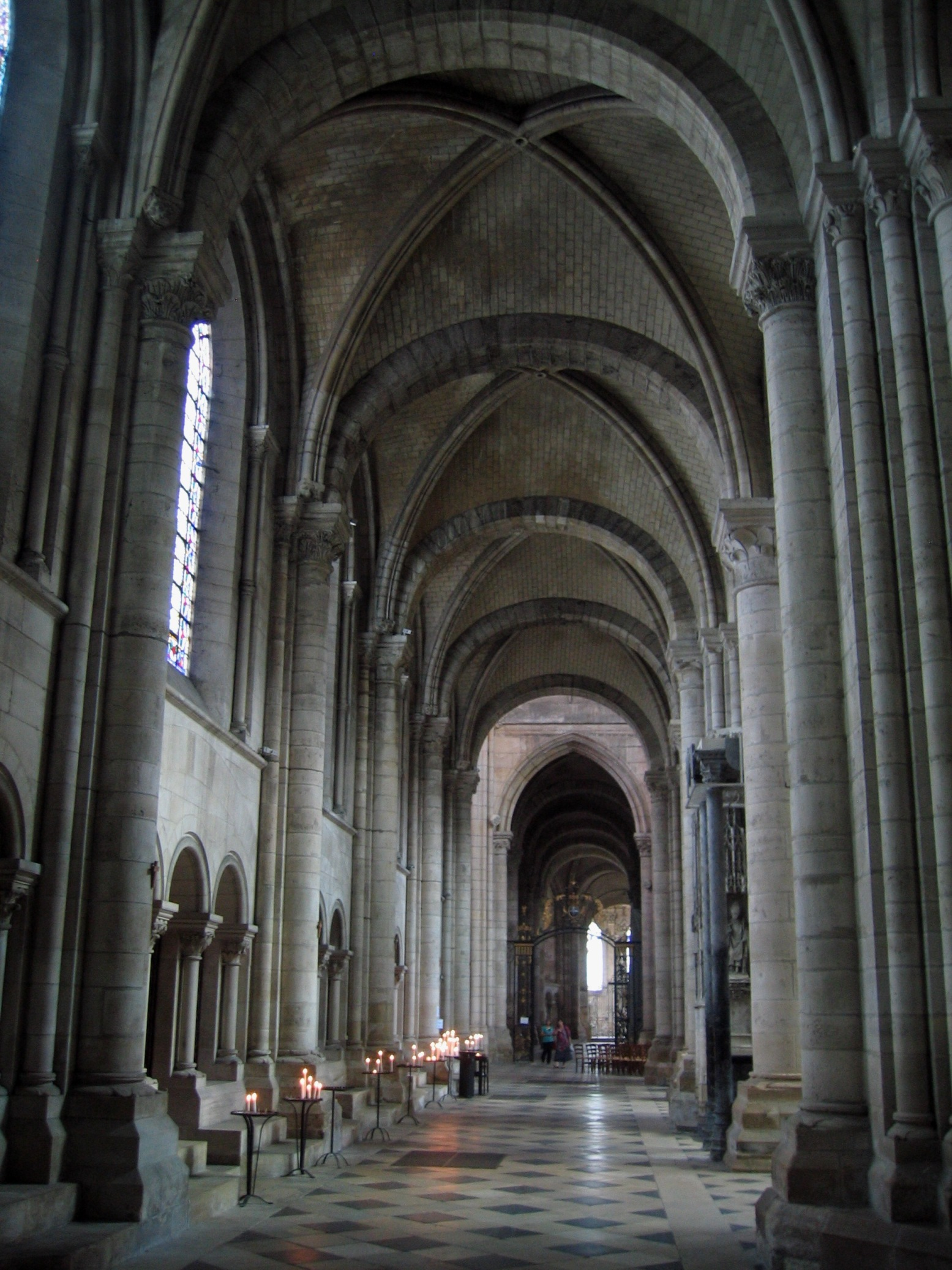
Seitenschiff eher noch romanisch: Gewölberippen aber Rundbögen

Um 1140 entstanden gleichzeitig die vier ersten frühgotischen Kirchen, die Benediktinerkirche Saint-Denis, die Kathedrale von Sens, der Vorgängerbau der gegenwärtigen Kathedrale von Chartres und die Zisterzienserkirche Pontigny. Verantwortlich waren Abt Suger von Saint-Denis sowie die Bischöfe Heinrich von Sens (Henri Sanglier) und Gottfried oder Godefroi von Chartres. Sie waren miteinander befreundet und teilten die gleichen Überzeugungen. Die Abteikirche von Saint-Denis war die Grablege des französischen Königshauses. Pontigny, dessen Kirche zwar wegen der Zisterzienserregel weniger üppig, aber ebenfalls mit Kreuzrippengewölben und Spitzbogenfenstern gebaut wurde, liegt nur 45 km südöstlich von Sens und war 1131 von König Ludwig VI. von Frankreich mit großzügigen Privilegien ausgestattet worden.
Obgleich für die Kathedrale von Sens keine so genauen Baudaten wie für St. Denis vorliegen, wird der Abteikirche von St. Denis gelegentlich ihr allgemein anerkannter Rang als erstes gotisches Bauwerk abgesprochen und die Ansicht vertreten, der Chor von Sens sei wenige Jahre vor St. Denis begonnen worden. Richtig ist, dass St. Étienne in Sens die erste gotische Kathedrale ist, denn St. Denis war keine Kathedrale.

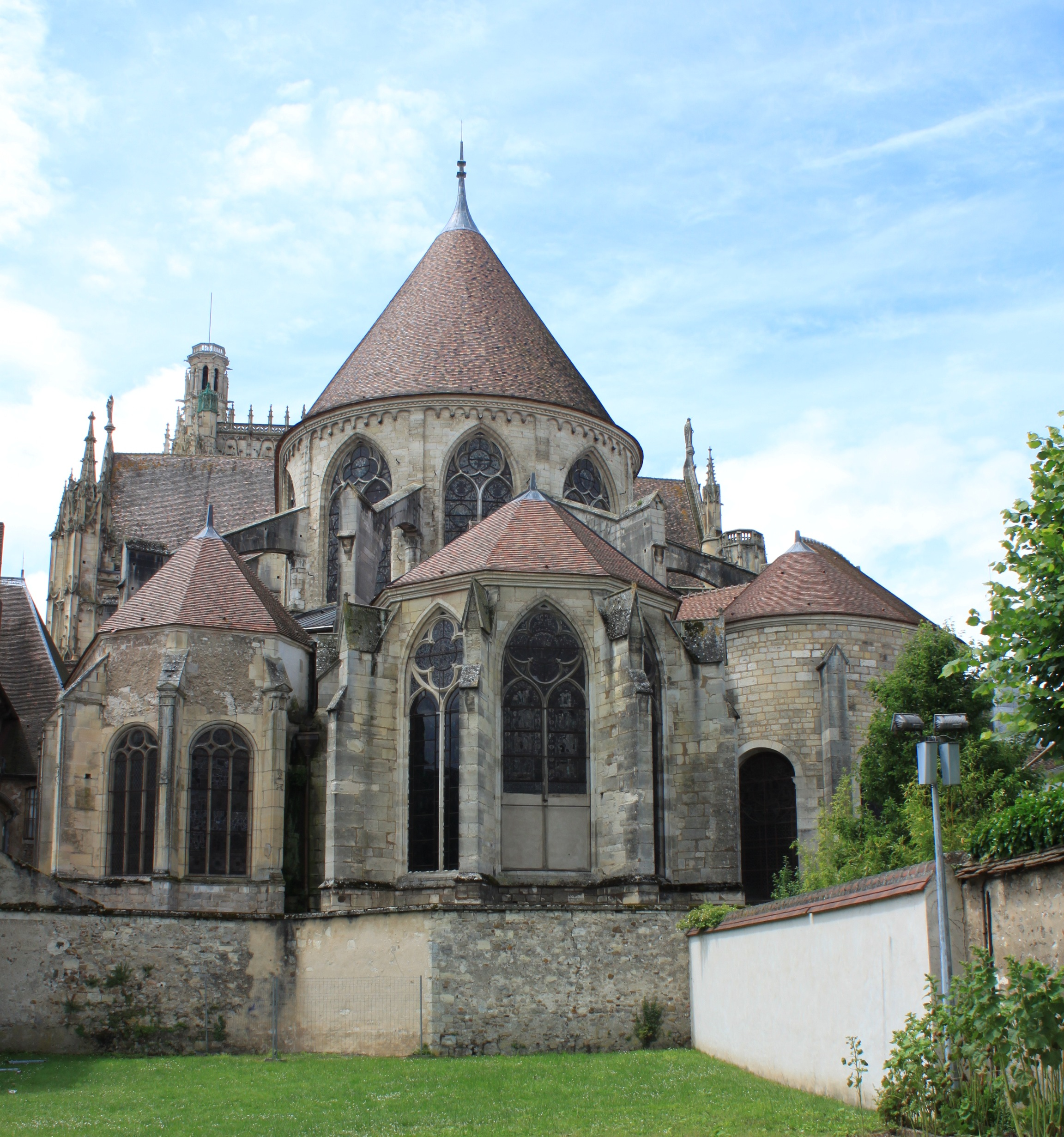
Hochchor rund schließend, Rundbogenfries, hochgotisch vergrößerte Fenster; Axialkapelle polygonal, hochgotisch; Nebenkapellen 16. bzw. 18. Jh.
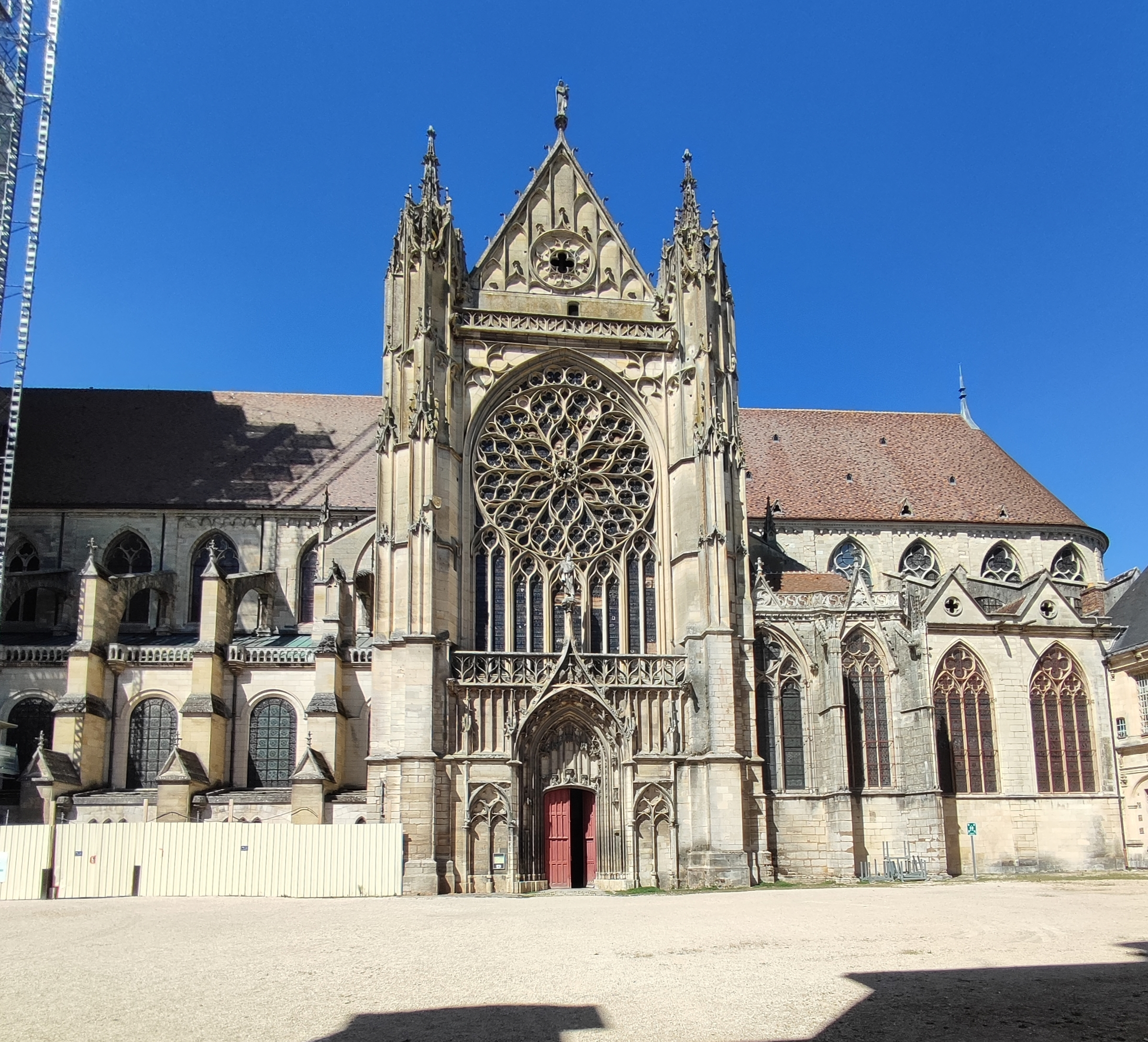
Romanisches Seitenschiff und verschiedene Phasen der Gotik

### Chor und Langhaus
Die Außenwände von Chorumgang und Seitenschiffen zeigen, dass man sich in Sens erst während der Bauarbeiten Schritt für Schritt an die Formen herangetastet hat, die wir heute als gotisch bezeichnen. In St. Denis stammt nur der untere Teil des Chores noch aus dem frühen 12. Jahrhundert, die Obergaden des Binnenchors wurden ab 1231 in hochgotischem Stil erhöht. In Sens wurden Chorumgang und Binnenchor ab 1140/45 ohne Bauunterbrechung „in einem Zug“ errichtet und 1168 nahezu vollendet. Papst Alexander III. weihte 1163 den Hauptaltar der Kathedrale von Sens. Um 1168 wurde das Langhaus fertiggestellt. Die Westfassade entstand in ihrer ursprünglichen Form bald nach 1184. Im 13. Jahrhundert wurden die Fenster der Axialkapelle und der Obergaden von Chor und Schiff vergrößert und mit früh-hochgotischem Maßwerk versehen. Sie haben also zwar im Gegensatz zu denen von St. Denis ihre frühgotischen Proportionen behalten, aber doch nicht mehr ihr bauzeitliches Aussehen.

### Spätgotisches Querhaus

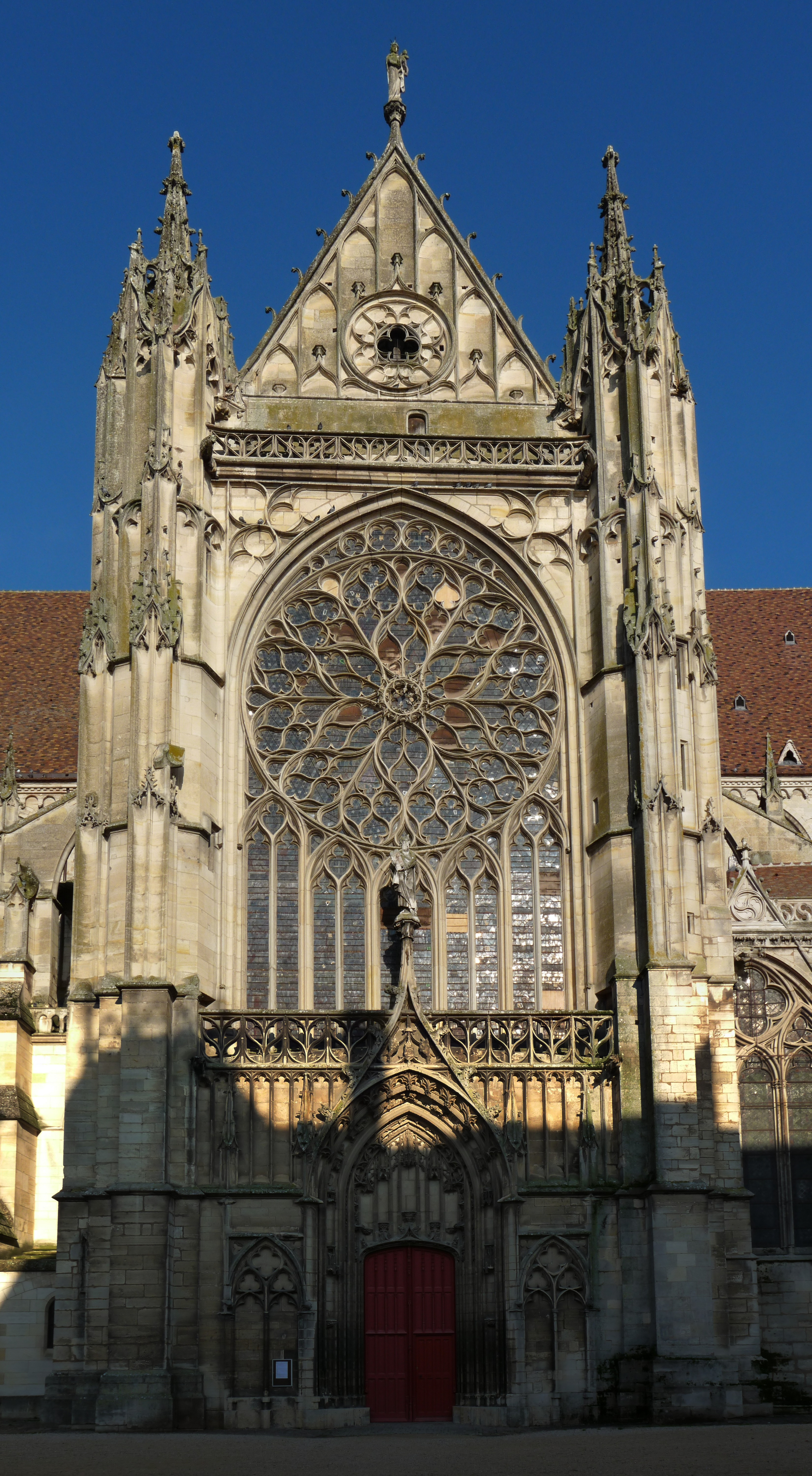
Querhaus mit großen Fenstern des Flamboyant

Sens war ursprünglich eine dreischiffige Pfeilerbasilika ohne Querschiff. Das heutige Querschiff wurde im beginnenden 14. Jahrhundert und später in der Zeit um 1500 eingezogen, als man in der Spätgotik in der Lage war, derartig riesige Maßwerkfenster zu bauen.
Ein Blick direkt in die Fensterzone und das Gewölbe des Querhauses demonstriert hier, bis zu welchem Grad von Wandauflösung die Spätgotik gekommen ist. Das Maßwerk ist ein typisches Beispiel des spätgotischen Flamboyant-Stils.
Die Zurückdrängung der Mauer zugunsten immer größer werdender Fenster war nicht ohne Gefahren und hat auch einige Rückschläge erlitten. Es ist vorgekommen, dass solche Riesenfenster den Gewölbedruck nicht mehr auffangen konnten und eingestürzt sind. Aber solche immense Glasflächen boten natürlich die Möglichkeit, das Licht, das durch das Glas gefärbt wird, in einer bis dahin ungekannten Intensität in den Innenraum einströmen zu lassen. Die Gotik ist nicht nur hier bis an die Grenze des technisch Möglichen gegangen.

### Spätere Kapellenanbauten
Gegenüber dem spätgotischen Zustand wurden an den Chorumgang noch zwei weitere Kapellen gehängt. Die Chapelle du Sacré-Cœur südlich neben der axialen gotischen Chapelle Saint-Savinin entstand im 16. Jahrhundert und gehört schon der Renaissance an, ihre großen Rundbogenfenster haben noch Maßwerk. Spiegelbildlich dazu wurde im 18. Jahrhundert die Chapelle Sainte-Colombe im Barockstil eingefügt.

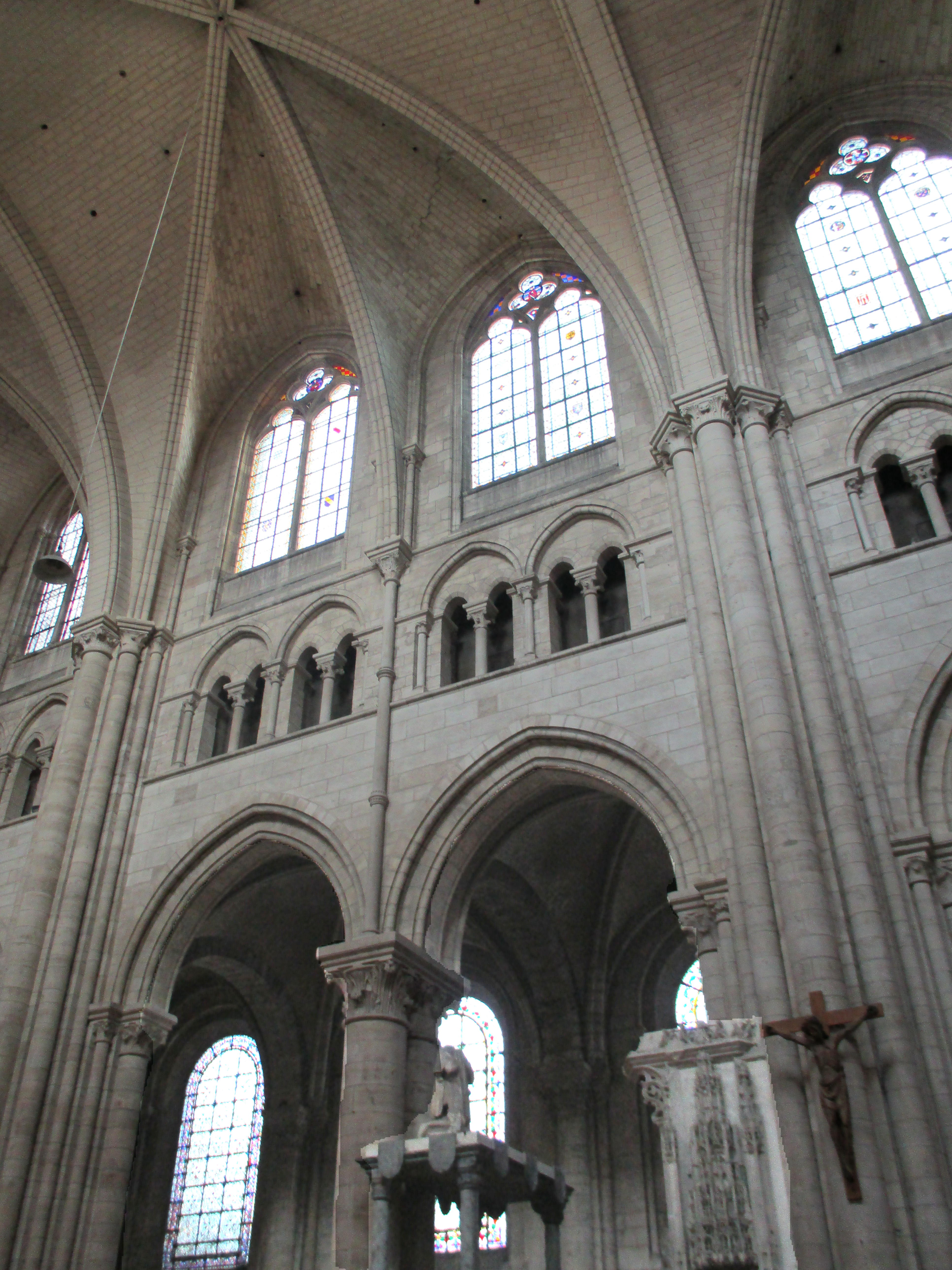
Wandaufbau im Langhaus dreizonig (ohne Empore)
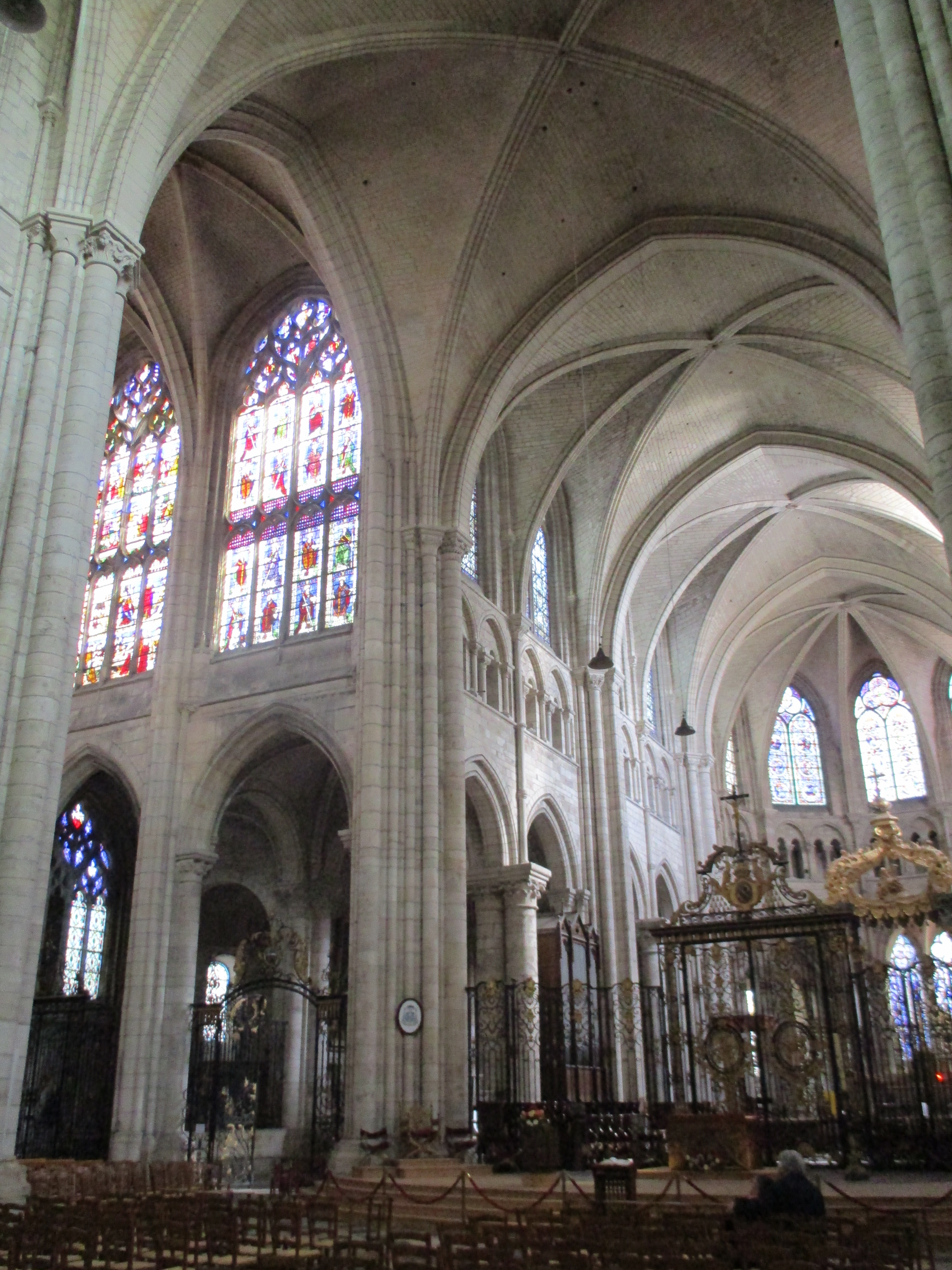
Wandaufbau Chor dreizonig, Querhaus zweizonig (ohne Triforium)
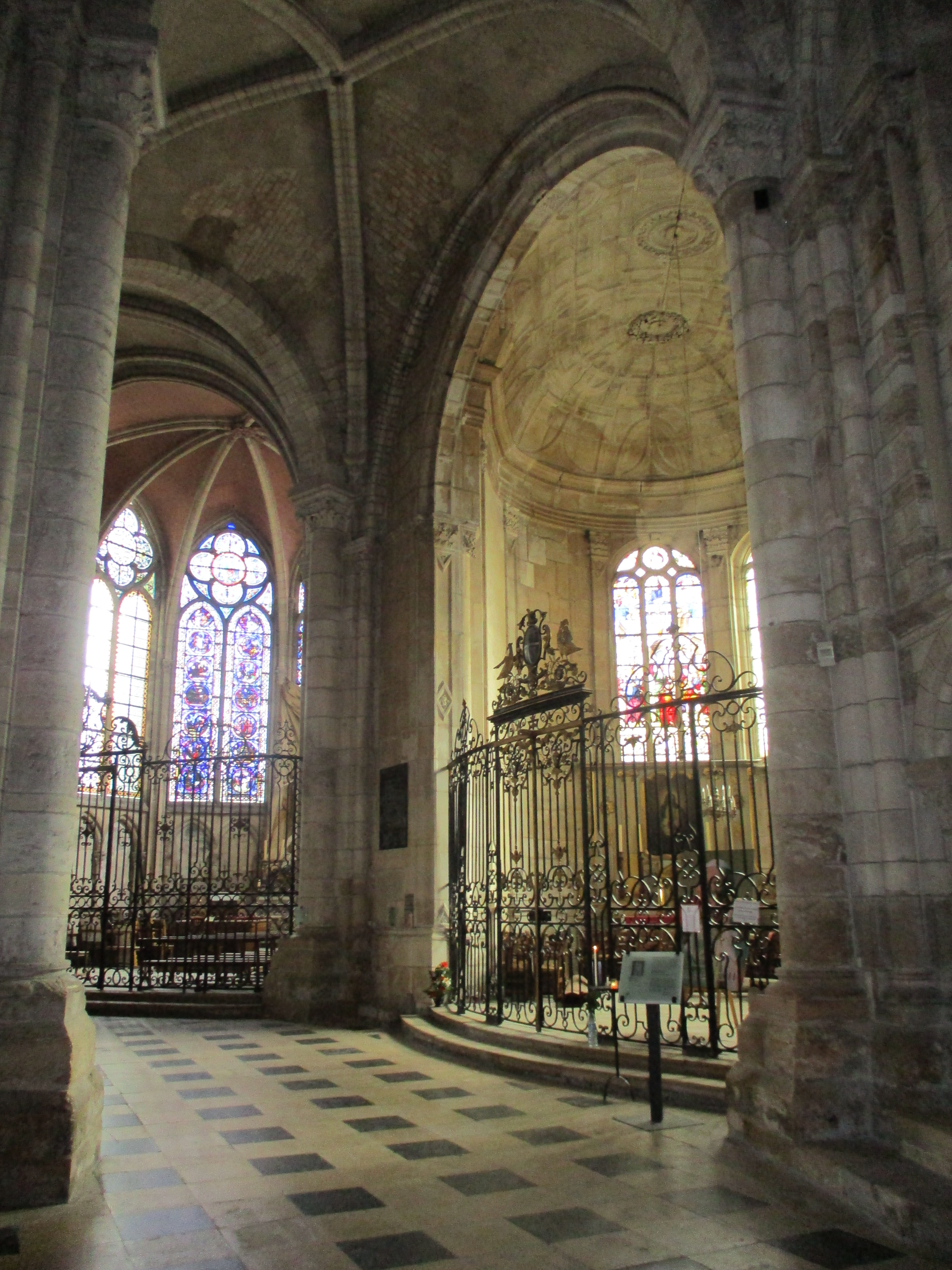
Rechts südöstliche Renaissancekapelle, links gotische Axialkapelle
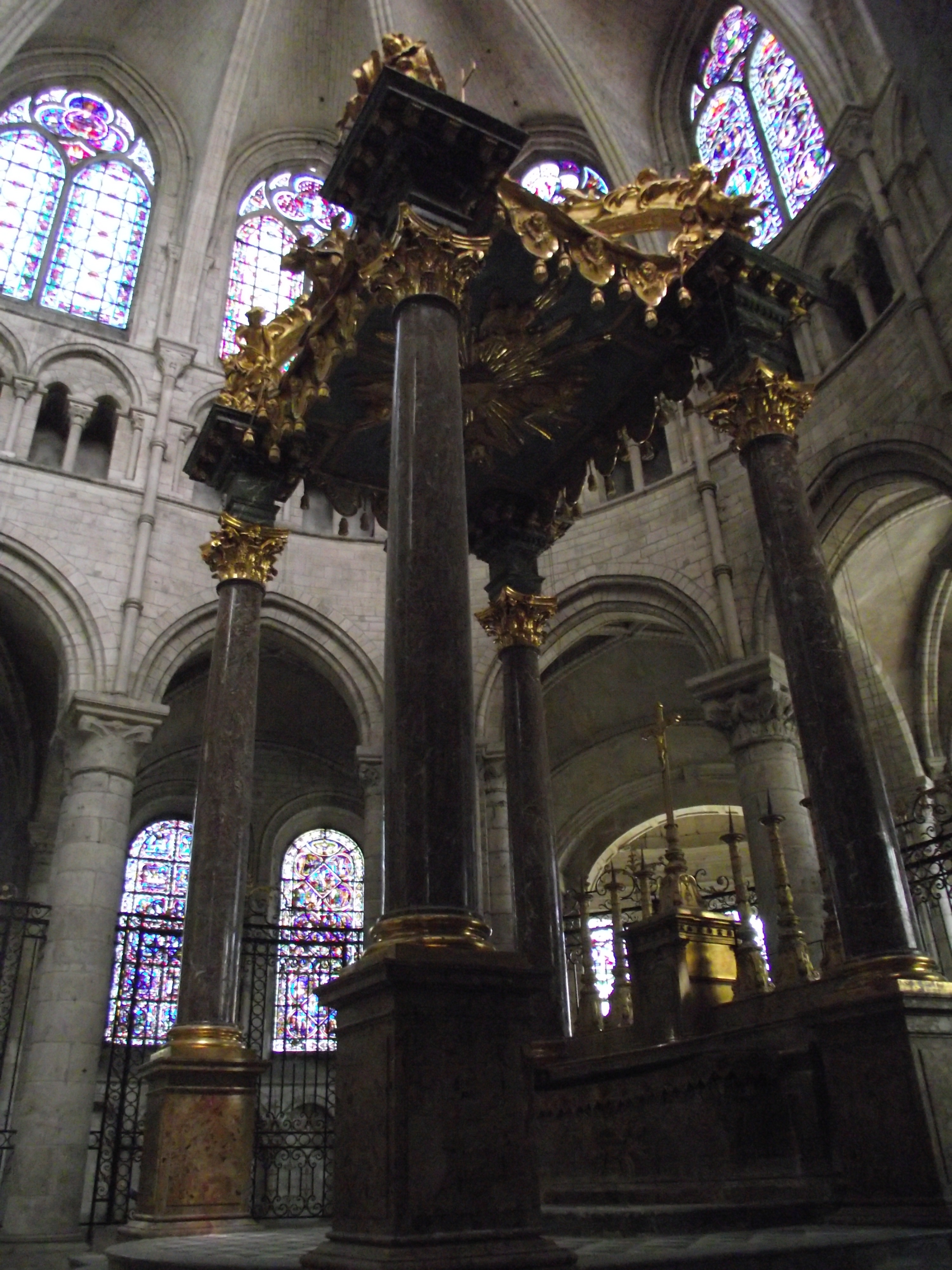
Hauptaltar und nordöstliche Barockkapelle

## Fassade
Durch den Einsturz des Südturms 1267 erlitt die Westfassade erhebliche Schäden. Die bei der Wiederherstellung im ausgehenden 13. Jahrhundert geschaffenen großen hochgotischen Maßwerkfenster stehen im Kontrast zu den schmalen frühgotischen Fenstern des Südturms.

## Innenraum

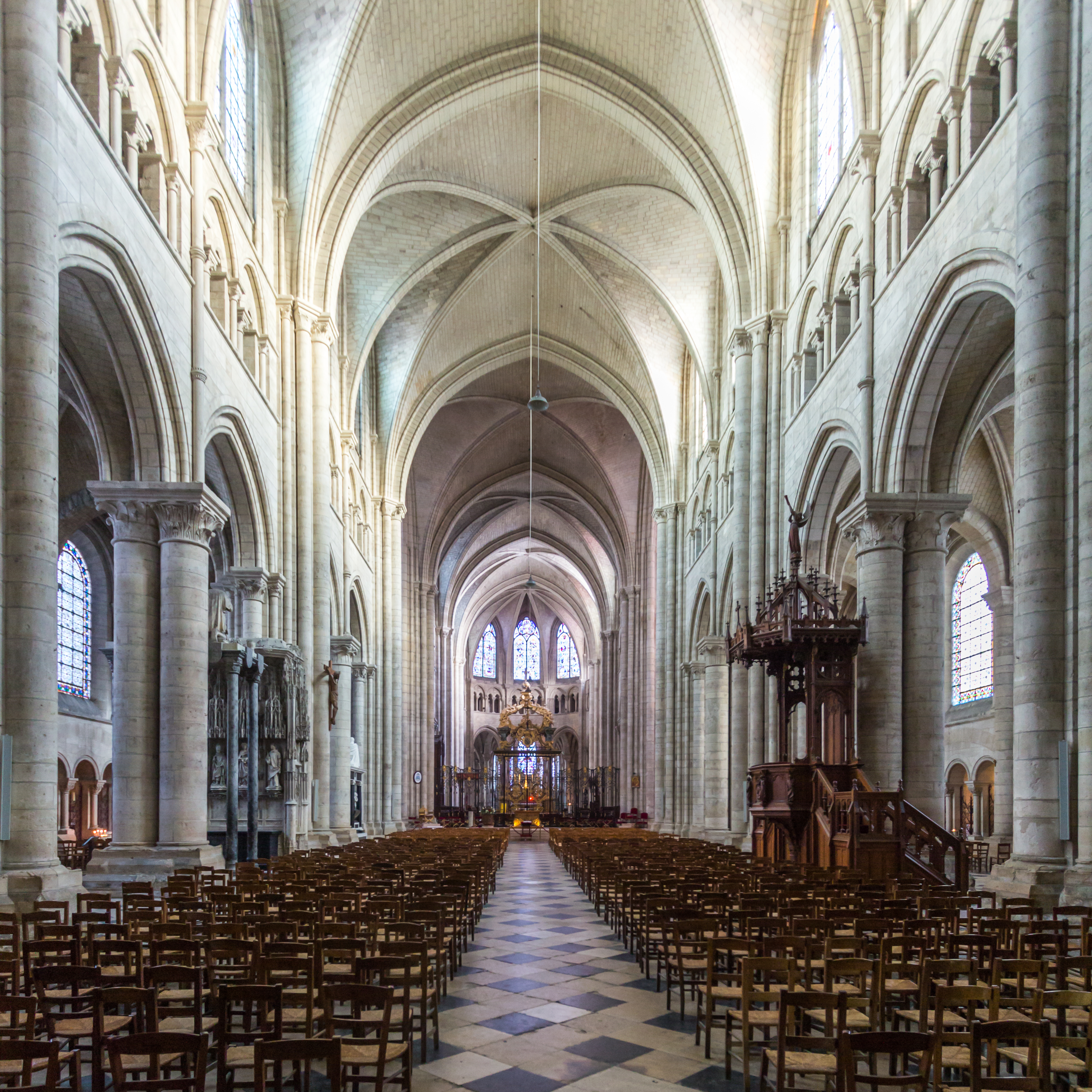
Innenraum

Und auch hier im Innenraum muss man sich einiges anders vorstellen, als es 1140 gebaut wurde. In Sens sind 1230 die Gewölbe und der ganze Lichtgaden erneuert worden und – genau wie bei der Fassade – den damals neuen Bauvorstellungen angepasst. Zum Zeitpunkt der Entstehung der Kathedrale gab es noch kein Maßwerk. Das erste Maßwerkfenster entstand 1215/20 in Reims. Man muss in Gedanken diese Fenster durch schlichte Spitzbogenfenster ersetzen und dann hat man einen ziemlich genauen Eindruck davon, wie eine frühgotische Kathedrale im Inneren ausgesehen hat.
Der Bauherr von Sens, Erzbischof Henri Sanglier, stand den damaligen Reformorden nahe und ordnete für seine neue Kathedrale einen relativ einfachen Grundriss an, der im Vergleich zu den damaligen Prunkbauten der Cluniazenser keine Aneinanderreihung verschiedener Raumteile wollte, sondern den unterteilten Einheitsraum. Der ursprüngliche Zustand der Kirche besaß keine Querhäuser und keinen Kapellenkranz.
Sens ist noch weit von der grazilen „Skelettbauweise“ der Hochgotik entfernt. Hier haben wir noch eine Betonung der Schwere der Wand, deren Fläche an vielen Stellen noch ungestaltet bleibt. Das untere Stützensystem in Sens hat noch Ähnlichkeit mit dem romanischen Formenkanon. Einige Fachautoren rechnen Sens daher noch nicht zur Gotik.
Romanisch ist hier vor allem im unteren Geschoss, dass nach jedem Zweierpaar von Säulen ein mächtiger sogenannter Bündelpfeiler folgt. Eine solche Aufeinanderfolge von Säulen und Pfeilern wird ein Stützenwechsel genannt. Ein Bündelpfeiler ist ein Pfeiler, der rundum von vorgelegten Halb- und Dreiviertelsäulen umgeben ist. Über den Kapitellen der dazwischenstehenden Säulen steigen die sogenannten Dienste hoch. Der Begriff Dienst taucht erstmals in den Wochenrechnungen des Prager Dombaus 1372/78 als „dinst“ auf. Diese Bezeichnung wurde von Georg Gottfried Kallenbach 1843/45 in die baugeschichtliche Literatur eingeführt. Und diese Dienste gehen ganz oben in die Gewölberippen über, so dass sich jeweils eine durchgehende Linie von unten nach oben ergibt: Säule – Dienst – Gewölberippe einerseits und Bündelpfeiler/Halbsäule – Gewölberippe andererseits. Nimmt man die Erweiterung dieses Systems nach außen mit den Strebebögen und den Strebepfeilern hinzu, haben wir das typische lineare Stützsystem der Gotik vor uns.
Mit dem Stützenwechsel verbunden ist eine spezielle Art, wie sich das Langhaus der Kirche aus einzelnen Abteilungen zusammensetzt. Da gibt es in der damaligen Architektur Unterschiede. Es gibt romanische Kirchen, deren Mittelschiff ist mit einer einzigen sogenannten Tonne gewölbt, einer rund gebogenen Fläche ohne Unterteilungen. Hier in der Frühgotik wird es eine Entwicklung von einem sechsteiligen Gewölbe – wie hier in Sens – zu einem vierteiligen geben. Und das hat damit zu tun, dass sich die Rhythmisierung des Raumes ändert. In der Hochgotik wird es keinen Stützenwechsel mehr geben, sondern nur noch einheitliche Formen – und die zugehörigen Gewölbe werden damit vierteilig, der Rhythmus wird schneller (Kathedrale von Chartres).
In Sens in der Frühgotik wird noch mit einem Stützenwechsel gearbeitet und mit sechsteiligen Gewölben – der Rhythmus ist hier noch gravitätischer, gemessener. Die sechsteiligen Gewölbe werden in der Längsrichtung abgetrennt durch sogenannte Gurtbogen oder Gurte. Ein Gewölbegurt ist nichts anderes als eine besonders stark ausgeprägte Rippe. Die Gurte liegen nur über den Bündelpfeilern, dazwischen stehen die Säulen, über denen die Dienste und die normalen Rippen hochsteigen, so dass sich insgesamt ein sechsteiliges Gewölbe ergibt.
Sens wirkt in einigen Aspekten noch „romanisch“. Die Lichtfülle ist hier kein tragendes Prinzip geworden, die Fenster waren klein. Das unterstreicht noch einmal die Einzigartigkeit von Sugers St. Denis.

## Orgel
Die große Orgel auf der Empore wurde 1734 von dem Orgelbauer Mangrin erbaut, und zuletzt von dem Orgelbauer Boisseau-Cattiaux restauriert. Das Instrument hat 48 Register auf vier Manualen und Pedal. Die Spiel- und Registertrakturen sind mechanisch.
| I Positif C,D–c3 |                |        |
| 1.               | Bourdon        | 8′     |
| 2.               | Montre         | 4′     |
| 3.               | Flûte          | 4′     |
| 4.               | Nazard         | 2 ⁄3′  |
| 5.               | Doublette      | 2′     |
| 6.               | Tierce         | 1 3⁄5′ |
| 7.               | Fourniture III |        |
| 8.               | Cymbale II     |        |
| 9.               | Cromorne       | 8′     |
|                  | Tremblant doux |        |

| II Grand Orgue C–g3 |                  |        |
| 10.                 | Montre           | 16′    |
| 11.                 | Bourdon          | 16′    |
| 12.                 | Montre           | 8′     |
| 13.                 | Flûte dessus     | 8′     |
| 14.                 | Bourdon          | 8′     |
| 15.                 | Prestant         | 4′     |
| 16.                 | Flûte            | 4′     |
| 17.                 | Grosse Tierce    | 3 1⁄5′ |
| 18.                 | Quinte           | 2 ⁄3′  |
| 19.                 | Quarte de nazard | 2′     |
| 20.                 | Cornet V         | 8′     |
| 21.                 | Fourniture V     |        |
| 22.                 | Cymbale III-IV   |        |
| 23.                 | 1ère Trompette   | 8′     |
| 24.                 | 2e Trompette     | 8′     |
| 25.                 | Voix humaine     | 8′     |
| 26.                 | Clairon          | 4′     |

| III Récit f0–g3 |           |        |
| 27.             | Bourdon   | 8′     |
| 28.             | Flûte     | 4′     |
| 29.             | Nasard    | 2 ⁄3′  |
| 30.             | Flûte     | 2′     |
| 31.             | Tierce    | 1 3⁄5′ |
| 32.             | Trompette | 8′     |
| 33.             | Hautbois  | 8′     |

| IV Echo c0–g3 |                |        |
| 34.           | Bourdon        | 8′     |
| 35.           | Prestant       | 4′     |
| 36.           | Nasard         | 2 ⁄3′  |
| 37.           | Doublette      | 2′     |
| 38.           | Tierce         | 1 3⁄5′ |
| 39.           | Larigot        | 1 ⁄3′  |
| 40.           | Cymbale III    |        |
| 41.           | Cromorne       | 8′     |
|               | Tremblant doux |        |

| Pédale C–f1 |             |     |
| 42.         | Contrebasse | 16′ |
| 43.         | Soubasse    | 16′ |
| 44.         | Flûte       | 8′  |
| 45.         | Flûte       | 4′  |
| 46.         | Bombarde    | 16′ |
| 47.         | Trompette   | 8′  |
| 48.         | Clairon     | 4′  |

Die Chororgel wurde 1855 von dem Orgelbauer Daublaine-Callinet erbaut. Das Instrument hat 15 Register auf zwei Manualen und Pedal. Die Spiel- und Registertrakturen sind mechanisch.

## Glocken
Im Südturm hängen vier Glocken, darunter die beiden Bourdons, die von Gaspard Mongin-Viard in Auxerre gegossen wurden. Ihre Namen sind eine Hommage an die ersten beiden Bischöfe von Sens, St. Savinien und St. Potentien. Unter den beiden Bourdons hängen noch zwei kleinere Glocken. Die Angelusglocke, welche von Jean Juvente gegossen wurde und die Totenglocke von Lombard und Cochois. Weiterhin gibt es drei Glocken für den Uhrschlag, die fest montiert sind im Glockenturm oberhalb des Turms. Die größte wurde durch den König gestiftet und schlägt die vollen Stunden, die beiden kleineren wurden von Bürgern der Stadt Sens gestiftet und zeigen die Viertelstunden an. 
| Heutiges Geläut  | Heutiges Geläut                                | Heutiges Geläut | Heutiges Geläut      | Heutiges Geläut  | Heutiges Geläut | Heutiges Geläut     | Heutiges Geläut |
| ---------------- | ---------------------------------------------- | --------------- | -------------------- | ---------------- | --------------- | ------------------- | --------------- |
| Nr.              | Name                                           | Gussjahr        | Gießer               | Durchmesser (mm) | Masse (ca., kg) | Schlagton (HT-1/16) |                 |
| 1                | Savinienne (gros bourdon)                      | 1560            | Gaspard Mongin-Viard | 2.617            | 9.620           | d0 +2               |                 |
| 2                | Potentienne (petit bourdon)                    | 1560            | Gaspard Mongin-Viard | 2.358            | 7.690           | f0 −4               |                 |
| 3                | Louise-Thérèse, Cloche des morts (Totenglocke) | 1819            | Lombard & Cochois    | 1.136            | 775             | es1 ±0              |                 |
| 4                | Cloche de l’angélus (Angelusglocke)            | 1369            | Jean Jouvente        | 817              | 360             | h1 0−8              |                 |
| Uhrschlagglocken |                                                |                 |                      |                  |                 |                     |                 |
| Nr.              | Name                                           | Gussjahr        | Gießer               | Durchmesser (mm) | Masse (ca., kg) | Schlagton (HT-1/16) |                 |
| I                | Stundenglocke                                  | 1376            | Jean Jouvente        | 1.500            |                 | d1                  |                 |
| II               | Größere Viertelstundenglocke                   | 1377            | Jean Jouvente        | 550              |                 | g2                  |                 |
| III              | Kleinere Viertelstundenglocke                  | 1377            | Jean Jouvente        | 400              |                 | a2                  |                 |

## Maße der Kirche
- Länge außen: 122 Meter
- Länge innen: 113,50 Meter

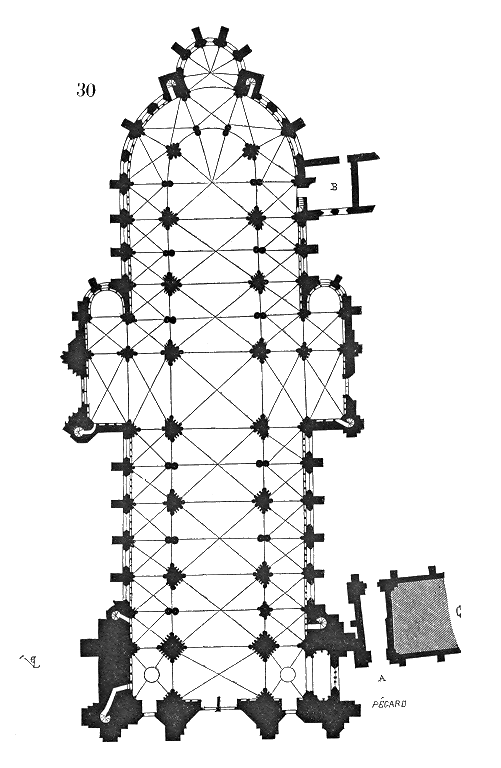
Grundriss um 1500

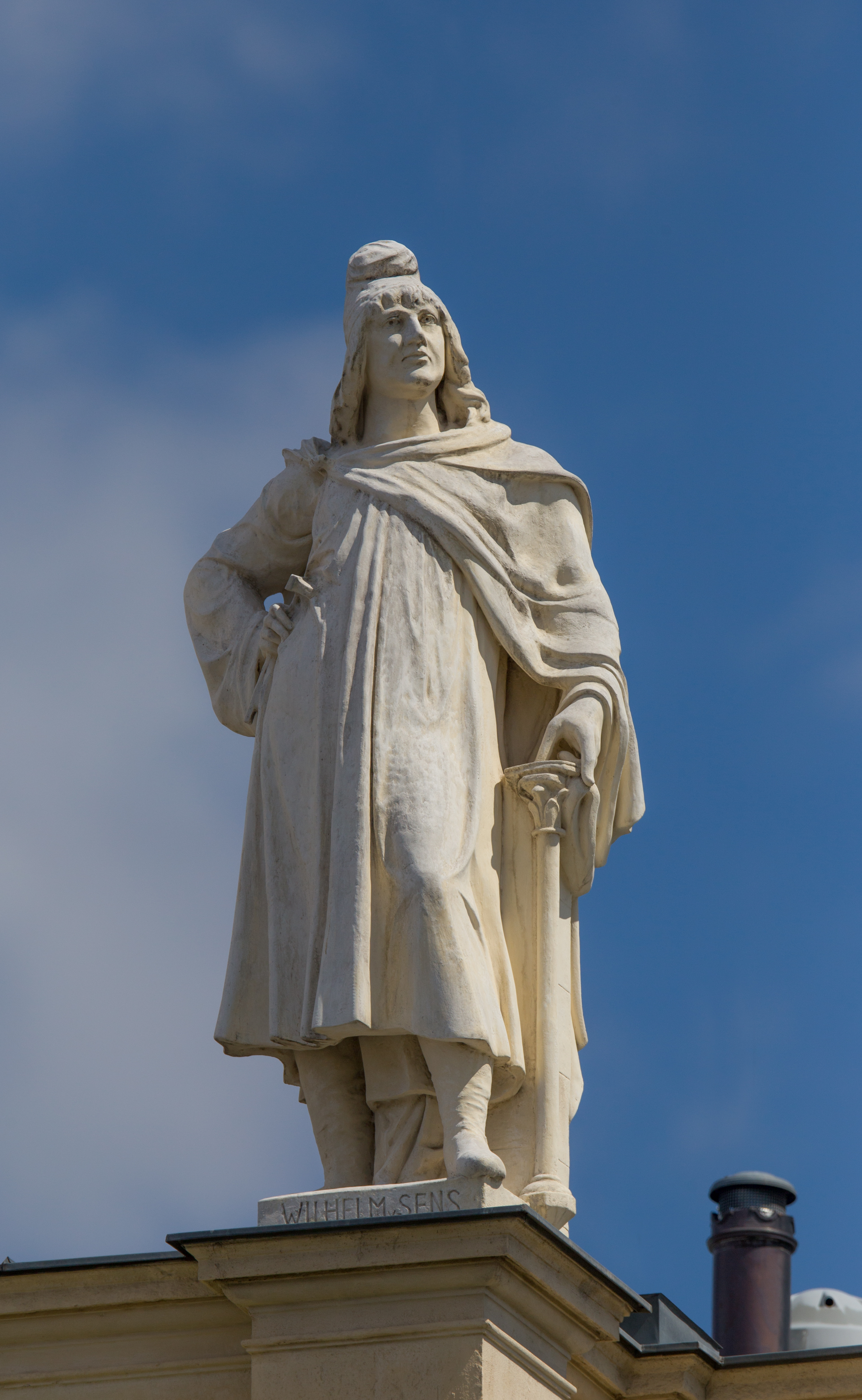
Wilhelm von Sens, Dachfigur, Kunsthistorisches Museum Wien

- Höhe des Mittelschiffs: 24,4 Meter
- Breite des Mittelschiffs: 15,25 Meter

## Wilhelm von Sens
Ein Architekt, „Wilhelm von Sens“, errichtete um 1175 herum in England in Canterbury den dortigen Chor neu, womit er die erste englische Phase der Gotik, das Early English einleitete. Thomas Becket war in Sens mit großer Gastlichkeit aufgenommen worden, welchem Umstand man wohl die Berufung des Baumeisters von Sens für den Neubau von Canterbury zu verdanken hat. Unter der Bauleitung Wilhelm von Sens’ hat der Mönch Gervasius einen der – neben dem Abt Suger – wenigen erhaltenen zeitgenössischen Berichte zum Bau gotischer Kathedralen verfasst, den sogenannten „Gervasius-Bericht“.